# Robert Blakeney
Robert Byron Drury Blakeney, né le 18 avril 1872 et mort le 13 février 1952, est un officier de l'armée britannique et un homme politique fasciste.
Après une carrière dans les Royal Engineers, Blakeney devient président des British Fascists.

## Biographie
Robert Blakeney est un des premiers membres du parti de Rotha Lintorn-Orman, les British Fascists. Blakeney succède à Leopold Ernest Stratford George Canning comme président du mouvement en 1924, et est en même temps nommé rédacteur en chef de leur journal The Fascist Bulletin. En tant que président, il développe une structure analogue à l'armée et très hiérarchisée pour le parti fasciste, tout en veillant à ce que son nom soit modifié de l'italien « Fascisti » à l'anglais « Fascists ». Il insiste pour que le British Fascists soit dirigé dans l'« esprit d'un patriotisme intelligent » et cherche à établir des liens avec les principaux groupes de pression de droite tels que l'Anti-Socialist Union.

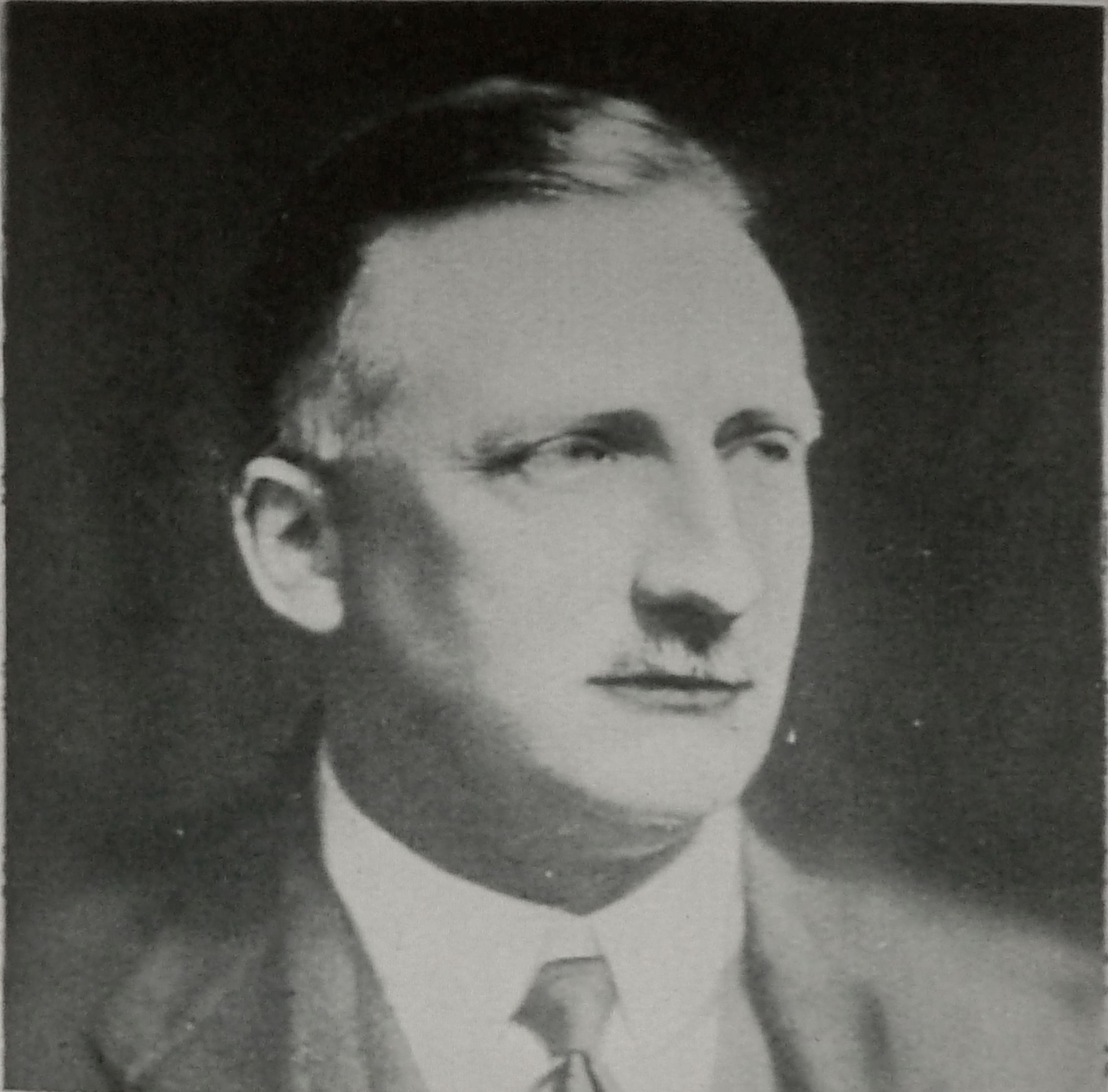
Robert Blakeney en 1924

Malgré son rôle de président, la compréhension de Blakeney à l'égard du fascisme en tant qu'idéologie a été décrite comme confuse. Pour Blakeney, les British Fascists étaient la version adulte du mouvement scout, affirmant qu'ils partageaient des valeurs telles que la fraternité, le devoir et le service.
Il estime que le principal ennemi des British Fascists était le communisme. En effet, Blakeney croit que l'un des principaux devoirs des British Fascists est d'être prêt à défendre la société établie dans le cas où « les masses des bidonvilles » sortiraient faire la révolution. Il soutient également que les « méthodes italiennes pures et simples » ne pouvaient pas être appliquées en Grande-Bretagne, car il estime que les Britanniques étaient moins enclins au communisme et plus enclins à l'apathie par rapport aux Italiens.
Avec son proche allié, le contre-amiral A. Armstrong, Blakeney promeut l'implication des British Fascists dans l'Organisation for the Maintenance of Supplies (OMS) et accepte les conditions du gouvernement selon lesquelles le mouvement devrait, au moins temporairement, abandonner les références au fascisme afin de participer au groupe soutenu par le gouvernement. Il s'oppose ainsi à la fondatrice du parti Rotha Lintorn-Orman, et le Grand Conseil du parti rejette la proposition de Blakeney, à 40 voix contre 32. 
En conséquence, Blakeney et ses partisans se séparent des British Fascists pour former un groupe appelé les Loyalistes ; ce groupe est absorbé par l'OMS immédiatement après le déclenchement de la grève générale de 1926.